# 羅濟同盟
羅濟同盟（韓語：나제동맹）指的是朝鮮三國時代新羅與百濟為了聯合對抗高句麗而組成的同盟。歷史上的羅濟同盟共先後有兩次。
第一次羅濟同盟建立於366年，百濟的近肖古王與新羅的奈勿尼師今為了共同對抗高句麗而組成聯盟。371年，近肖古王率軍攻擊平壤城，高句麗的故國原王陣亡，便是此次羅濟同盟的一大戰果。然而在4世紀末期，新羅與高句麗關係接近，導致羅濟同盟被破壞。
第二次羅濟同盟建立於433年，當時百濟的毗有王與新羅的訥祇麻立干都感受到高句麗南進政策對自己國家的威脅，因此結成軍事攻守同盟。475年，高句麗長壽王攻打百濟，破其都城慰禮城，百濟的蓋鹵王戰死。在新羅的幫助下，文周王遷都到熊津，重建百濟。此後同盟關係被延續，493年，百濟的東城王與新羅結為姻親關係。551年，百濟聖王率領百濟、新羅、伽倻聯軍，自高句麗手中奪回漢江流域。然而553年，新羅真興王又將百濟的漢江流域奪去，同盟關係破壞。554年，聖王親征新羅，戰敗身亡。此後直至百濟滅亡，兩國都是敵對關係。